# Pandiaka incana
Pandiaka incana är en amarantväxtart som beskrevs av Karl Suessenguth och Overkott. Pandiaka incana ingår i släktet Pandiaka och familjen amarantväxter. Inga underarter finns listade i Catalogue of Life.